# SN 2003ju
SN 2003ju – supernowa typu Ia odkryta 24 października 2003 roku w galaktyce A232701-0924. W momencie odkrycia miała maksymalną jasność 21,60m.